# Manuel Torres Díaz
Manuel Torres Díaz (Las Palmas de Gran Canaria, España, 29 de marzo de 1927 - 13 de abril de 2006) fue un futbolista español que se desempeñaba como centrocampista.

## Clubes
| Club                    | País   | Año       |
| ----------------------- | ------ | --------- |
| Club Atlético de Madrid | España | 1947-1949 |
| C. D. Málaga            | España | 1949-1951 |
| U. D. Las Palmas        | España | 1951-1959 |